# Edo Fimmen

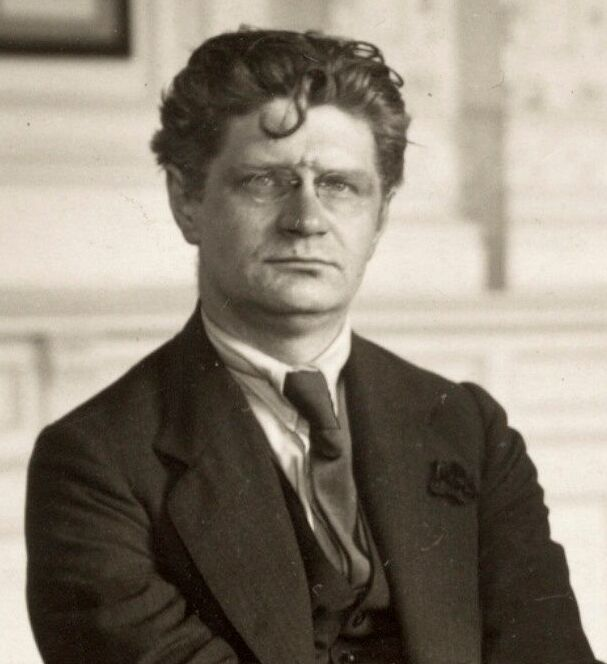
Edo Fimmen (1919)

Edo Fimmen eigentlich Eduard Carl Fimmen (* 18. Juni 1882 in Nieuwer-Amstel; † 14. Dezember 1942 in Cuernavaca / Mexiko) war ein niederländischer und internationaler Gewerkschaftsfunktionär.

## Leben
Edo Fimmen war ein Sohn des deutschen Kaufmanns Eduard Hermann Johann Fimmen. Von 1894 bis 1899 besuchte er in Amsterdam die Openbare Handelsschool. Neben Niederländisch beherrschte Fimmen auch Deutsch, Englisch und Französisch und hatte außerdem ein besonderes Talent für Zahlen. Zu Beginn des 20. Jahrhunderts organisierte er zusammen mit Lodewijk van Mierop, Menno Huizinga  und Felix Ortt eine christlich-sozialanarchistische Jugendbewegung und schrieb für die Zeitschrift Vrede (Frieden). Unter Verwendung des Pseudonyms Nel Jaccard gehörte Fimmen 1904 zu den Gründungsmitgliedern der Internationalen Anti-Militaristischen Vereinigung (IAMV).
Als Büroangestellter der American Petroleum Company wurde er während des Streiks in der Petroleumindustrie 1903 Vorsitzender der Amsterdamer Ortsgruppe der Gewerkschaft der Handels- und Büroangestellten. Am 22. Oktober 1905 gehörte er zu den Mitbegründern des Algemeene Nederlandsche Bond van Handels- en Kantoorbedienden. Von 1905 bis 1907 war er Kassenwart (penningmeester) und danach der erste freigestellte Sekretär dieser Gewerkschaft. 1910 wurde er zum Mitglied des Internationalen Handlungsgehilfen-Sekretariat (IHS), aus dem später die Fédération Internationale des Employés et Techniciens (FIET) wurde.
1915 wurde er Sekretär des holländischen Gewerkschaftsbundes (NVV), den er bis zum April 1919 zusammen mit Jan Oudegeest (1870–1950) leitete. Wegen der Notstandssituation während des Ersten Weltkrieges übernahm er 1917 auch das Sekretariat der Centrale Commissie voor de Levensmiddelenvoorziening der niederländischen Regierung des Ministerpräsidenten Pieter Cort van der Linden und wurde Berater des Landwirtschaftsministers Folkert Posthuma (1874–1943).
Bereits 1917 war Fimmen Delegierter beim internationalen Gewerkschaftskongress in Bern. Auf dem Amsterdamer Kongress im August 1919 wurde Fimmen dann zum Nachfolger von Carl Legien und amtierte bis 1923 als Generalsekretär des Internationalen Gewerkschaftsbundes (IGB).
Auf dem ersten Kongress der Internationalen Transportarbeiterföderation (ITF) im April 1919 in Amsterdam wurde Edo Fimmen zum Generalsekretär gewählt, was er bis zu seinem Tod 1942 blieb. 
Ein politischer Arbeitsschwerpunkt Fimmens in den 1920er Jahren stellte der Kampf für einen echten Frieden dar; unter den gegebenen kapitalistischen Verhältnissen sprach er in seiner Rede "Krieg dem Kriege" von einem "bewaffneten Frieden". In dieser Rede äußerte er, Jahre vor der 1931 getätigten Aussage von Kurt Tucholsky, "Soldaten sind Mörder":  „Mord bleibt Mord und verliert nichts von seiner Schande, wenn man ihn zum legalisierten Massenmord vergrößert“. Bei der Unterstützung des antifaschistischen Widerstandskampfs in Deutschland ab 1933 leistete Edo Fimmen umfangreiche Hilfen, ebenso nach Beginn des Zweiten Weltkriegs bei der Übermittlung von militärisch relevanten Nachrichten an die Staaten der Anti-Hitler-Koalition. Er half beim Aufbau und der Finanzierung der Untergrundorganisationen der deutschen Eisenbahner und war faktisch von 1933 bis 1942 auch der „Erste Funktionär“ des Untergrund-Einheitsverbandes der Eisenbahner Deutschlands. Fimmen unterstützte verschiedene Widerstandsgruppen im Deutschen Reich. Besonders die illegale Eisenbahnergruppe um Hans Jahn profitierte von umfangreichen finanziellen Leistungen, die Fimmen zur Verfügung stellte. Nach Angaben Hans Jahns hat Fimmen bereits 1930, also fast drei Jahre vor Hitlers Machtergreifung, damit begonnen eine illegale Organisation gegen den Faschismus in Deutschland vorzubereiten, und zwar sowohl unabhängig vom Anpassungskurs der deutschen Gewerkschaftsführung als auch souverän gegenüber Moskauer Einmischungsversuchen. Fimmens ITF unterstützt deutsche Emigranten, die vor Hitler flüchten mussten. Mit hektografierten Zeitungen wie „Deutschland unterm Hakenkreuz“ oder „Fahrt frei“ wurde für Aufklärung im Ausland und Information unter den deutschen Kollegen gesorgt. Mit Gefahr für Leib und Leben reiste Fimmen selbst durch Europa, um überall zu helfen.
Fimmen war Mitglied der Internationalen Arbeiter Hilfe (IAH) und durch seine Freundschaft mit Willi Münzenberg auch ein wichtiger Unterstützer der Internationalen Roten Hilfe (IRH) und der Liga gegen Imperialismus und koloniale Unterdrückung. Nach dem falangistischen Putsch 1936 in Spanien setzte er sich für die Unterstützung der republikanischen Regierung ein und half bei der Organisierung von Waffenlieferungen.
Im August 1939 übersiedelte er zusammen mit dem ITF-Büro nach London. Wegen einer schweren Erkrankung zog er sich 1941 nach Mexiko zurück, wo er Ende 1942 starb.

## Schriften (Auswahl)
- 1917: De crisis en het overheidspersoneel
- 1922: The International Federation of Trade Unions
- 1923: Krieg dem Kriege (erweiterte Neuausgabe herausgegeben und mit einer Einleitung von Gerald Grüneklee unter dem vollständigen Titel Krieg dem Kriege - Die Aufgabe der organisierten Arbeiter in der Bewegung für den Weltfrieden. Rede von Edo Fimmen auf dem Internationalen Kongress für den Weltfrieden in Haag vom 10. – 15. Dezember 1922, Bremen 2025, ISBN 978-3-935716-87-1)
- 1923: Die Gewerkschaften und die Internationale Arbeiterhilfe
- 1924: Vereinigte Staaten Europas oder Europa A.-G. Ein internationaler Ausblick. Thüringer Verlagsanstalt und Druckerei GmbH, Jena 1924. (Digitalisat)
  - 1924: Labours Alternative. The United States of Europe or Europe Limited. Vorwort von A.A. Purcell. Übersetzt von Eden & Cedar Paul. London, Labour Pub. Co
- 1925: Weltlage und Proletariat.
- 1930: Weltfriede und Arbeiterbewegung.